# Chrysozephyrus tienmushanus
Chrysozephyrus tienmushanus är en fjärilsart som beskrevs av Shirôzu och Yamamoto 1959. Chrysozephyrus tienmushanus ingår i släktet Chrysozephyrus och familjen juvelvingar. Inga underarter finns listade i Catalogue of Life.